# Bărcănești, Prahova
Bărcănești este satul de reședință al comunei cu același nume din județul Prahova, Muntenia, România.
Așezarea este atestată documentar în anul 1476. O altă atestare a numelui este un document al lui Petru cel Tânăr, din 1567, care atestă achiziția moșiei Bărcănești (fără a preciza dacă exista un sat acolo), de către logofătul Coresi, de la un anume Manea. În 1898, localitatea era unicul sat al comunei, aflată în plasa Crivina, județul Prahova. Satul avea 502 locuitori, o biserică fondată în 1838 de Scarlat Bărcănescu, și o școală înființată în 1890, funcționând într-o clădire deținută de același Scarlat Bărcănescu, cu 45 de elevi (din care 2 fete).